# Ramón Porgueres Hernández
Ramón Porgueres Hernández (Ciudad Real, febrero de 1928 - Madrid, 18 de diciembre de 2018) fue un militar español, jefe del Estado Mayor del Ejército de Tierra de 1990 a 1994.

## Biografía

### Carrera militar
Ingresó en la Academia General Militar en 1946 y fue el número 1 de su promoción. En 1950 ascendió a teniente de infantería y lo destinan a la Escuela de Aplicación y Tiro de Infantería; en 1959, siendo capitán, se diploma en Estado Mayor y es destinado a la División de Infantería n.º 23 y en 1965 al Estado Mayor de la Brigada de Infantería de Reserva. En 1971, ya como comandante, vuelve como profesor de Táctica a la Escuela de Aplicación y Tiro de Infantería. En 1977 asciende a teniente coronel y lo destinan al Estado Mayor Central del Ejército y en 1980 pasa al Grupo de Fuerzas Regulares de Infantería n.º 5. En 1982 es ascendido a coronel y nombrado profesor del Curso de Mandos Superiores en la Escuela Superior del Ejército. El 5 de mayo de 1983 fue nombrado jefe del mando de la Guardia Real. En noviembre de 1984 fue ascendido a general de brigada y nombrado director de la Academia de Infantería de Toledo, cargo que ocupó hasta agosto de 1986, cuando fue nombrado jefe de la División Acorazada Brunete.
En 1987 fue nombrado segundo jefe del Estado Mayor del Ejército de Tierra. 
En junio de 1988 ascendió a teniente general y es nombrado capitán general de la Región Militar Sur con sede en Sevilla. Anuló la orden del gobernador militar de Córdoba, José Cassinello Pérez, que autorizaba a sus subordinados a disparar contra los piquetes durante la huelga general del 14 de diciembre de 1988. Ocupó el cargo hasta febrero de 1990.

### Jefe del Estado Mayor del Ejército de Tierra (1990-1994)
En 1990 fue nombrado jefe de Estado Mayor del Ejército de Tierra. Durante su mandato, salieron al exterior, por primera vez desde la restauración de la democracia, varias unidades del Ejército de Tierra. En abril de 1991, un batallón paracaidista se desplegó en el norte de Irak para proteger a los kurdos, una vez finalizada la primera guerra del Golfo. En noviembre de 1992, alrededor de seiscientos legionarios fueron enviados a Bosnia-Herzegovina, dando comienzo a una presencia española en los Balcanes que se prolongaría más de veinte años. También dirigió la participación de diez mil militares en el dispositivo de seguridad de la Expo de Sevilla y de los Juegos Olímpicos de Barcelona.
Máximo responsable de la puesta en marcha del Plan Norte, que revolucionó la organización y despliegue del Ejército de Tierra, suprimiendo las tradicionales capitanías generales, los gobiernos militares y las divisiones, preparándole para la profesionalización completa, que llegaría en el 2000. A principios de los noventa advirtió de que un servicio militar más corto (por aquel entonces la mili se redujo de doce a nueve meses) ya no sería viable. Cesó en el cargo en febrero de 1994.
| Predecesor: Juan Castellanos Gómez   | División Acorazada de Brunete N.º 1 12 de junio de 1985 - 21 de julio de 1986          | Sucesor: José Rodrigo Rodrigo |
| Predecesor: Miguel Íñiguez del Moral | Jefe de Estado Mayor del Ejército de Tierra 18 de mayo de 1990 - 14 de febrero de 1994 | Sucesor: José Faura Martín    |